# George Mount
George Lewis Mount (* 14. September 1955 in Princeton, New Jersey) ist ein ehemaliger US-amerikanischer Radrennfahrer.

## Sportliche Laufbahn
Mount war Teilnehmer der Olympischen Sommerspiele 1976 in Montreal. Im olympischen Straßenrennen kam er beim Sieg von Bernt Johansson auf dem 6. Platz ins Ziel.
Ab 1977 lebte er einige Jahre in Italien. Als Amateur gewann er 1978 den Gran Premio Palio del Recioto und die Gesamtwertung des Etappenrennens Red Zinger Race (später Coors International Bicycle Classic). Im britischen Milk Race wurde er Vierter der Gesamtwertung. Im Gran Premio della Liberazione wurde er Zweiter hinter Henning Jørgensen. 1979 gewann er eine Etappe des Circuit de la Sarthe und wurde Dritter in der Tour du Vaucluse. Bei den Panamerikanischen Spielen gewann er gemeinsam mit Tom Doughty, Tom Sain und Wayne Stetina die Silbermedaille im Mannschaftszeitfahren.
Von 1980 bis 1983 war er als Berufsfahrer in den Radsportteams San Giacomo, Sammontana und 7-Eleven aktiv. Den Giro d’Italia fuhr er zweimal, 1981 wurde er 25. und 1982 47. des Klassements.
Viermal startete er im Einzelrennen der UCI-Straßen-Weltmeisterschaften. 1979 wurde er bei den Amateuren 20., bei den Profis schied er 1980 aus, 1981 wurde er 46. und 1982 52. des Rennens.

## Berufliches
Nach seiner Laufbahn kehrte er in die USA zurück und arbeitete für ein Unternehmen im Silicon Valley.